# Cracticus nigrogularis
Cracticus nigrogularis е вид птица от семейство Artamidae.

## Разпространение
Видът е разпространен в Австралия.